# Oakeshott: A költészet hangja
Michael Joseph Oakeshott a XX. század egyik legmeghatározóbb alakja a brit politikai gondolkodás és konzervatív bölcselkedés terén. Oakeshott életművében a nyitott véleményalkotásra törekedett, értekezéseinek sokszínűsége érinti az episztemológia, az erkölcs, a társadalmi jólét kérdéseit. Esszéiben egy-egy nézőpont átvilágítására vállalkozik, mint a racionális cselekvés, a konzervatív ember dilemmája, vagy a költészet hangjának értelmezése az emberi érintkezésben. Az emberi érintkezést taglaló tisztázáshoz Oakeshott elválaszt egymástól bizonyos diskurzuskategóriákat, vagy diskurzusuniverzumokat, amelyek együtt építik fel az emberi társalgás világát. Ezek egyike a költészet hangja.

## Az emberi társalgás világa
Az emberi diskurzusok világát különböző kategóriákra lehet felosztani, ezeket Oakeshott sajátosan felépülő beszédmódoknak nevezi, és többek közt megkülönbözteti egymástól a tudomány, a politikai, a történelem, a filozófia és a költészet idiómáit. A társadalomban végbemenő diskurzusok ilyen, és ehhez hasonló emberi hangok között jönnek létre, és alakítják az emberi társalgás világát. Ezek a kategóriák relevanciahatárok szerint különülnek el egymástól, ugyanakkor képesek megnyilatkozni, és kapcsolatba kerülni egymással.

## Az érintkezés folyamata
A beszédmódok a társalgás folyamatában kerülnek megnyilvánulásra, és ebben a térben kezdenek játékosan viszonyulni más diskurzus univerzumokhoz. Oakeshott a társalgás egy olyan felfogásáról beszél, amelyben a résztvevők közt nincs hierarchia, nincs ellentétes viszony, nincs célkitűzés. Az emberi nevelés nem más, mint hogy megtanítják felismerni ezeket a beszédmódokat, illetve a hozzá szükséges intellektust és erkölcsi normákat. Oakeshott felfogásában a társalgás, amely megkülönbözteti az embert az állattól, nem az, amelyben képes vitatkozni, hanem, amelyben képes saját hangját a társalgás szempontjából értelmezni. A hangok játszanak egymással, beemelik saját perspektívájukat a társalgás terébe, és ezt lehetővé teszik más beszédhangok számára is. Barbárságnak nevezi, ha egy beszédmód gőgjében arra törekszik, hogy saját igazságát bizonyítsa. A társalgásban rejlő feszültséget, írja Oakeshott, nem a vita jelenti, hanem a diskurzus során kapcsolatba lépő diskurzus univerzumok szerepvállalásának komoly és egyben játékos ambivalenciája. Egy beszédmód kifejeződése ugyanis komoly szerepvállalás kell, hogy legyen, de a többiekkel való kapcsolatteremtésben azt a játékosságot kell követnie, ami a gyermeki kapcsolatfelvételben is megvalósul. Az érintkezést semmilyen ambíció, semmilyen szükségszerűség, és semmilyen konklúzió nem befolyásolja. Felfogása szerint, ha valaki egy másik beszédmód irányából kapcsolódik be a beszélgetésbe, azt nem tekinthetjük irrelevánsnak, csak egy olyan befolyásnak, ami tovább növeli a társalgás intellektuális elvárásait.

## A költészet
A költészet hangjának vizsgálatán keresztül mutatja meg Oakeshott, hogy mennyire eltérő idiómái vannak egy-egy diskurzus univerzumnak, és hogy annak értelmezését mennyiben határozza meg a társalgás kontextusa. A költői hangot elsőként sajátos, szemlélődő képzetalkotása révén definiálja. A költő által felismert képek, amelyek a környező világot alkotják a költői univerzum sajátos idiómáin keresztül újraformálódnak, más szempontból válnak hozzáférhetővé. A világról alkotott képek a megszokottól eltérő mintákba szerveződnek, amelyben a költői szemlélődés leírása eltér várakozásainktól, és a képek közötti új összefüggések teremtik meg eme diskurzus univerzum tartományát. Ezt a társalgási hangot a szemlélődés teszi önállóan is értelmezhető beszédmóddá, mert képzetalkotása eltér más beszédmódok idiomatikus szerveződéstől.
A költői hang a társalgás kontextusában nem a tudomány beszédmódjának analitikus képzetalkotását követi, és nem a gyakorlati tevékenység mindennapos elvárásait teljesíti, hanem éppen az ezektől eltérő szemlélet alakítja. Ez a szemlélet a költők képzetalkotása, ahogyan a képekkel játszanak. Egy kép, akár egy vers motívuma, akkor kerül a költői hang relevanciahatárai közé, ha a képzetalkotás megváltoztatja más képekhez való viszonyát, és egy új szemszögből, egy új oldaláról mutatja meg. A képzetalkotásnak ez a formája egy pillanatnyi varázslat. Beszédmódjának sajátosságát a gyönyörködés adja, amikor az olvasó felfedezi az új összefüggésekben kitárulkozó képek addig ismeretlen oldalát.